# Meninas do Benfica
Meninas do Benfica é uma série de televisão brasileira de drama criada por Roberta Marques, inspirada nas manifestações populares de junho de 2013 no Brasil. A série é protagonizada por Larissa Góes, Amanda Freira, Lua Martins e Ariza Torquato. Meninas do Benfica aborda as experiências pessoais de um grupo de quatro amigas que desenvolvem um projeto de comunicação social em um momento o qual jovens do país inteiro estão se mobilizando para reivindicar melhorias na situação social brasileira.
Produzida pela Latitude Audiovisual com coprodução da Moçambique Audiovisual, a série foi escrita por Roberta Marques, Luciana Vieira e Letícia Simões e tem direção de episódios de Roberta Marques e Luciana Vieira.
A série estreou no Canal Brasil em 2 de março de 2022. Em Fortaleza, houve pré-estreia do dia 01 de fevereiro de 2022 no histórico Cineteatro São Luiz com ingressos esgotados. No dia 18 de março de 2022 a série foi lançada no serviço de streaming Globoplay.

## Premissa

### 1ª temporada (2022)
Junho de 2013. Brasil em ebulição: as manifestações mobilizam milhares de jovens em todo o país. Em Fortaleza, Sandra, Iara, Keyla e Andrea, estão nos preparativos da última transmissão do canal Meninas do Benfica, um projeto para YouTube que as uniu desde o primeiro ano da faculdade de Comunicação Social. Por quatro anos, as quatro melhores amigas debateram e discutiram tudo o que lhes atravessava. 
Contagiadas pelas "Jornadas de Junho", as quatro amigas vão às ruas na capital cearense.  Suas ações interferem diretamente nos seus planos e sonhos pessoais. Tomadas por uma nova consciência política, as amigas se vêem diante de grandes dilemas existenciais e da emergência em amadurecer. Nesse caminho, Sandra, Iara, Keyla e Andrea vão descobrir que a política se faz em todos os momentos, não só nas eleições. Elas vão entender que faculdade da vida está apenas começando. E que o canal Meninas do Benfica tem uma importância imensa para elas, para a cidade, para o Brasil.

## Antecedentes e produção
Antes de Meninas do Benfica, Roberta Marques dirigiu o longa-metragem Rânia e durante uma das apresentações do filme no Festival de Cinema Brasileiro de Nova Iorque, em 17 de junho de 2013, ela acompanhou as notícias das grandes manifestações que marcaram o Brasil em Brasília, Rio de Janeiro e São Paulo, as quais ficaram conhecidas como "Jornadas de Junho". Segundo a cineasta, os movimentos a fascinaram por ser uma "fotógrafa e cinematógrafa de rua" e ela logo teve a ideia de se criar uma história que fosse ambientada nesse momento de reivindicação social, que insipirou todo o enredo da série. Ela é conhecida por debater temas políticos e sociais em suas obras.

### Desenvolvimento
A fase de desenvolvimento de Meninas do Benfica ocorreu entre 2014 e 2016, período em que recebeu apoio do Fundo Setorial do Audiovisual (FSA) para custear a pré-produção da obra. Roberta Marques convidou pessoalmente Letícia Simões e Armando Praça para colaborarem no roteiro. Em 2018, a obra recebeu apoio novamente do FSA para custear a produção, dessa vez. Maurício Macêdo foi o escolhido para assumir a produção executiva da série. Luciana Vieira foi convidada para assumir a co-direção e colaborar no roteiro em 2018. A produção da série foi realizada até 2019. Entre 2020 e o primeiro semestre de 2021, o trabalho de pós-produção foi desenvolvido.

### Escolha do elenco
“Elas são ultra talentosas. Cada uma no seu estilo de atuação e isso é muito bom, pois definiu a personalidade de cada uma das personagens. No conjunto, elas têm uma química impressionante e se doaram de verdade para virarem as melhores amigas nas telas.”

— Roberta Marques sobre as atrizes protagonistas da série em entrevista para a Secretaria de Cultura do Ceará, em 18/03/2022
O casting foi realizado pela produtora Andreia Pires juntamente com as diretoras, Roberta Marques e Luciana Vieira. Pires possuía experiência profissional muito dedicada com atores e atrizes locais de Fortaleza, por esse motivo foi escolhida para desempenhar tal função. Foi então que se iniciaram as buscas por atrizes que se encaixavam no perfil das personagens que se centra a trama da série. Inicialmente, foram selecionadas doze atrizes para testes dos papéis centrais. Apenas oito seguiram para os testes que definiram as quatro protagonistas da série. Larissa Góes, Ariza Torquato, Amanda Freire e Lua Martins, todas naturais de Fortaleza, foram anunciadas como as protagonistas.